# Castello di Torrechiara
Het Castello di Torrechiara is een 15e-eeuwse burcht in de Italiaanse gemeente Langhirano. Langhirano is een stadje in de Apennijnen, en ligt in de provincie Parma van de regio Emilia-Romagna. 
De burcht bevindt zich in de frazione Torrechiara. Het ligt bovenop een terrasvormige heuvel ten zuiden van de stad Parma, op een strategische locatie met uitzicht op de rivier de Parma in de vallei beneden. Het kasteel werd gebouwd tussen 1448 en 1460 in opdracht van Pier Maria II de' Rossi, de vierde graaf van San Secondo. De burcht is schatplichtig aan de bouwwerken van het huis van Sforza, met name het Castello Visconteo - Sforzesco di Novara. De burcht wordt sinds 2015 beheerd door de Polo Museale dell'Emilia Romagna.